# Néstor Mora
Néstor Oswaldo Mora Zárate (Bogotà, 20 settembre 1963 – Manizales, 20 febbraio 1995) è stato un ciclista su strada colombiano.
È morto il 20 febbraio 1995 in un incidente stradale, mentre si stava allenando insieme ai compagni di squadra Hernán Patiño e Augusto Triana, anch'essi deceduti nell'impatto.

## Palmarès

### Strada
- 1982 (Juniores, una vittoria)

Classifica generale Vuelta de la Juventud de Colombia
- 1984 (Dilettanti, due vittorie)

Campionati colombiani, Prova in linea
- 1986 (Postobón, una vittoria)

5ª tappa Vuelta a Boyacá (Duitama > Tunja)
- 1987 (Postobón, due vittorie)

9ª tappa Clásico RCN (Bogotà > Bogotà)
2ª tappa Vuelta a Colombia (Sogamoso > Bogotà)
- 1988 (Postobón, due vittorie)

Classifica generale Vuelta a Boyacá
10ª tappa Vuelta a Colombia (Chía > Chiquinquirá)
- 1990 (Kelme, due vittorie)

2ª tappa Vuelta a Colombia (Guasdualito > Arauca)
8ª tappa Vuelta a España (Cáceres > Guijuelo)
- 1991 (Kelme, sei vittorie)

1ª tappa Setmana Catalana (Lloret de Mar > Lloret de Mar)
3ª tappa Setmana Catalana (Barcellona > Andorra la Vella)
3ª tappa Vuelta a Colombia (Pasto > Pasto)
12ª tappa Vuelta a Colombia (Duitama > Bogotà)
Classifica generale Vuelta a Boyacá
Classifica generale Vuelta a Cundinamarca
- 1992 (Kelme, una vittoria)

Clásica a los Puertos de Guadarrama
- 1993 (Kelme, due vittorie)

10ª tappa Vuelta a Colombia (Tunja > San Gil)
5ª tappa Clásico RCN (Soacha > Ibagué)

#### Altri successi
- 1986 (Postobón)

2ª tappa - parte a Vuelta a Colombia (Palmira > Buga, cronosquadre)
- 1987 (Postobón)

1ª tappa Vuelta a Colombia (Paipa > Tunja, cronosquadre)
- 1988 (Postobón)

1ª tappa Vuelta a Colombia (Guarne > La Ceja, cronosquadre)
- 1989 (Postobón)

1ª tappa Vuelta a Colombia (Rionegro, cronosquadre)
- 1993 (Kelme)

Classifica traguardi volanti Vuelta a Colombia
Classifica traguardi volanti Clásico RCN
- 1994 (Kelme)

Classifica traguardi volanti Clásico RCN

## Piazzamenti

### Grandi Giri
- Giro d'Italia

1985: 67º
1993: 37º
1994: 71º
- Tour de France

1985: 118º
1986: 83º
1987: 63º
1990: 86º
- Vuelta a España

1986: 23º
1987: 21º
1988: 42º
1989: 46º
1990: 42º
1991: 29º
1992: 35º
1993: 33º
1994: 60º

### Classiche monumento
- Milano-Sanremo

1993: 99º

### Competizioni mondiali
- Campionati del mondo

Colorado Springs 1986 - In linea Professionisti: 29º
Villaco 1987 - In linea Professionisti: ritirato
Ronse 1988 - In linea Professionisti: ritirato
Chambéry 1989 - In linea Professionisti: ritirato
Benidorm 1992 - In linea Professionisti: 64º
- Giochi olimpici

Los Angeles 1984 - In linea: 8º